# روث هيريك
روث هيريك (بالإنجليزية: Hermione Ruth Herrick)‏ هي موظفة مدنية وقائدة كشفية نيوزيلندية، ولدت في 19 يناير 1889، وتوفيت في 21 يناير 1983.